# Hans Kundmüller
Hans Kundmüller, eigentlich Johann Kundmüller (* 3. Mai 1837 in Bamberg, Königreich Bayern; † 9. April 1893 ebenda), war ein deutscher Porträt-, Genre- und Landschaftsmaler sowie Porzellanmaler bei Carl Schmidt in Bamberg.

## Leben

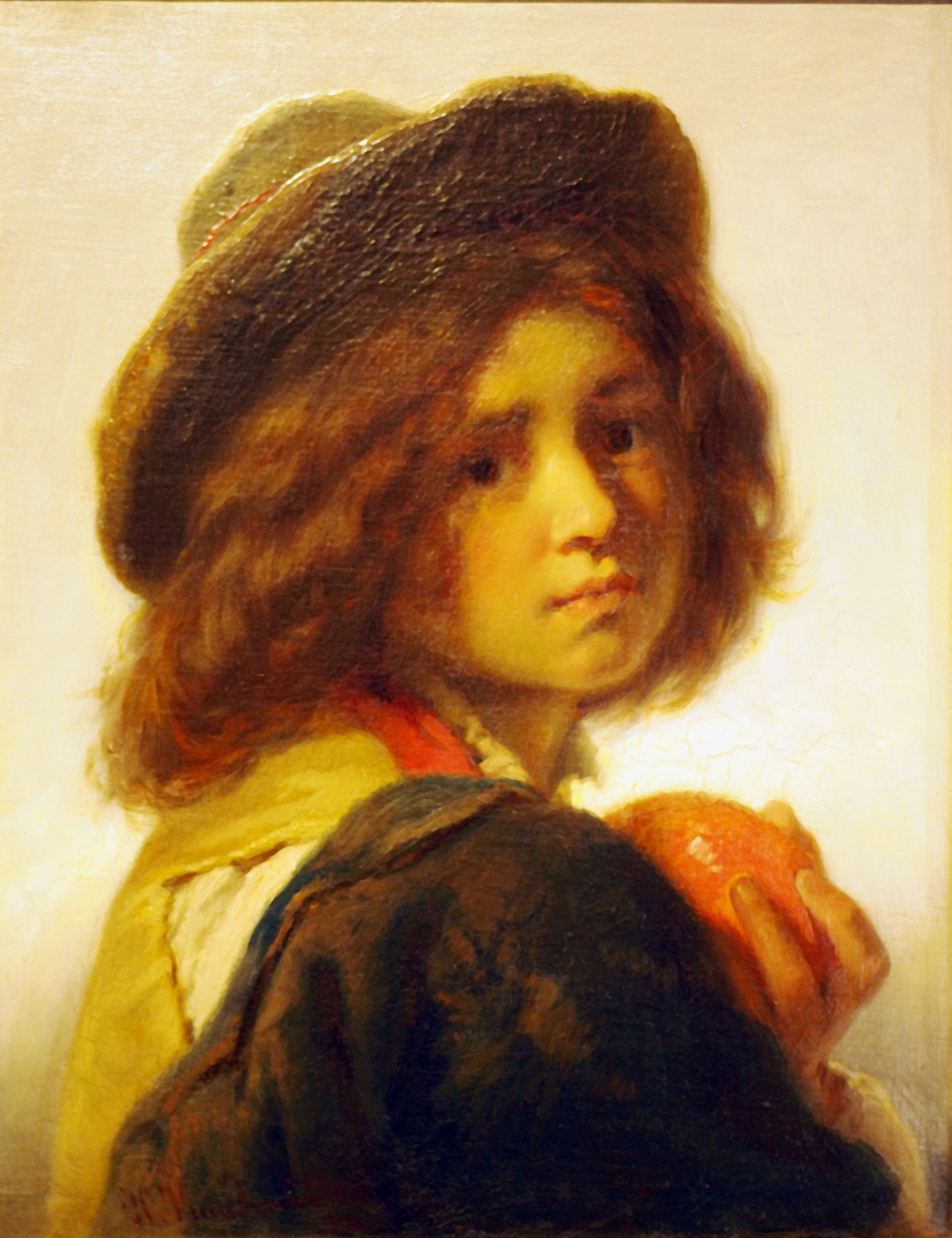
Italienischer Knabe

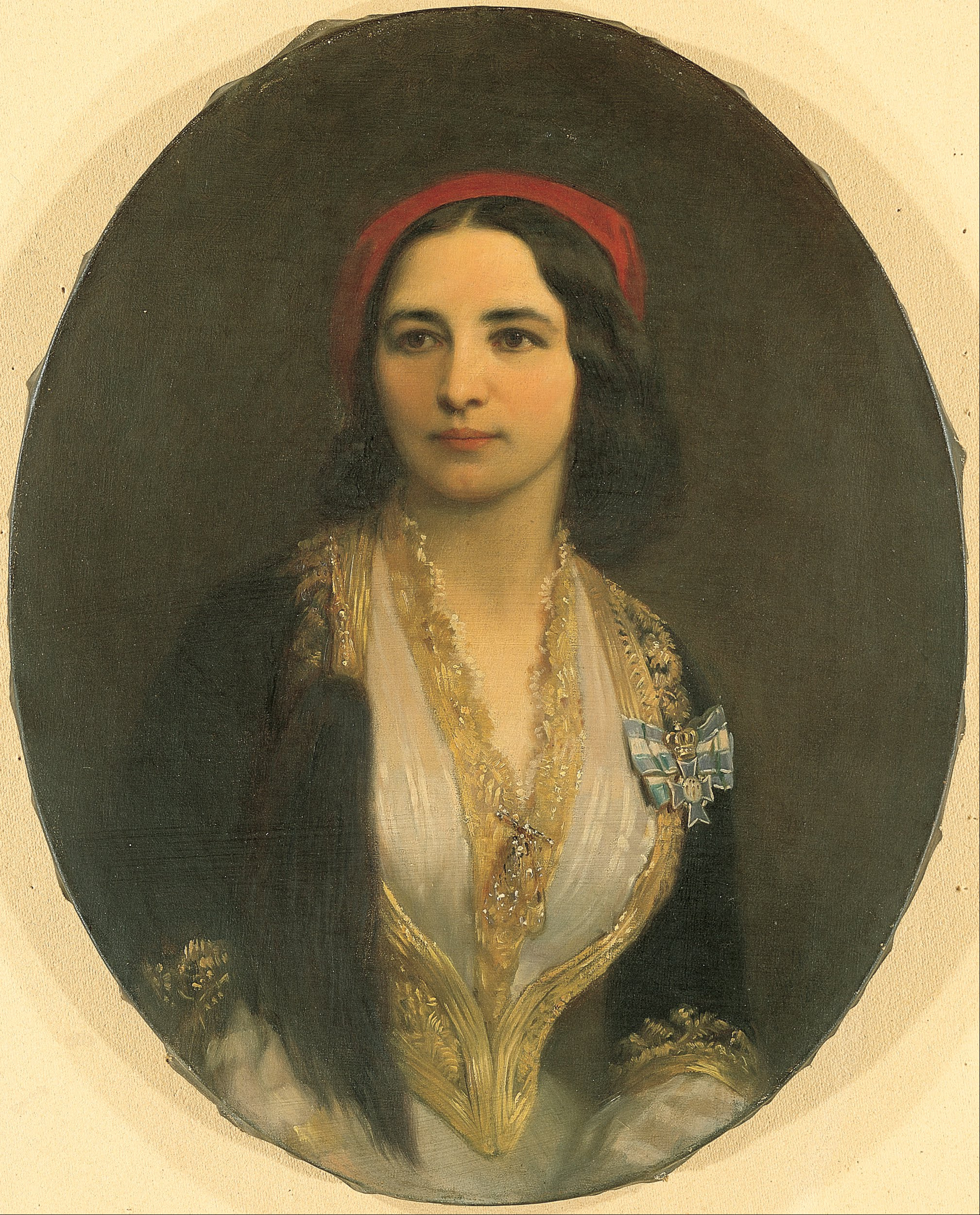
Aspasia Karpouni, Bildnis der Hofdame von Amalie von Griechenland, um 1850, Benaki-Museum

Kundmüller war ab 1856 zunächst Lehrling im Porzellan- und Malinstitut von Carl Schmidt in Bamberg. Von 1860 bis 1869 fungierte er dort als technischer Leiter. Von 1869 bis 1871 studierte er bei Karl Raupp an der Kunstgewerbeschule Nürnberg. Danach kehrte er in seine frühere Position in Bamberg zurück. In den Jahren von 1875 bis 1885 war er für Porträtaufträge in Deutschland und im Ausland unterwegs. Mit Unterstützung der badischen Großherzogin Luise bereiste er Italien. Er war Mitglied im Kunstverein zu Bamberg, wo er seit 1885 ständig lebte. Die Malerin Henny Protzen-Kundmüller war seine Enkelin.